# Alexei Anatoljewitsch Wolkow
Alexei Anatoljewitsch Wolkow (russisch Алексей Анатольевич Волков; * 5. April 1988 in Raduschny, Autonomer Kreis der Chanten und Mansen, Russische SFSR, UdSSR) ist ein ehemaliger russischer Biathlet und heutiger Biathlontrainer. Sein größter Erfolg ist die Goldmedaille mit der Herrenstaffel den Biathlon-Weltmeisterschaften 2017. Mit sieben Titeln ist Wolkow zudem der erfolgreichste Biathlet bei Europameisterschaften.

## Karriere
Alexei Wolkow begann seine internationale Karriere bei den Junioren-Weltmeisterschaften 2009 in Canmore. Im Sprint erreichte er den 26. Platz, im Verfolgungsrennen konnte er sich auf den 12. Platz verbessern. Sowohl im Einzel hinter Manuel Müller wie auch mit der russischen Staffel hinter der deutschen Vertretung gewann er die Silbermedaillen. Noch erfolgreicher war Wolkow bei den Junioren-Europameisterschaften des Jahres in Ufa. Im Einzel und im Sprint erreichte er den 5. Rang, im Verfolgungsrennen gewann er hinter Tarjei Bø und Simon Schempp die Bronzemedaille. Mit der Staffel gewann er Gold.

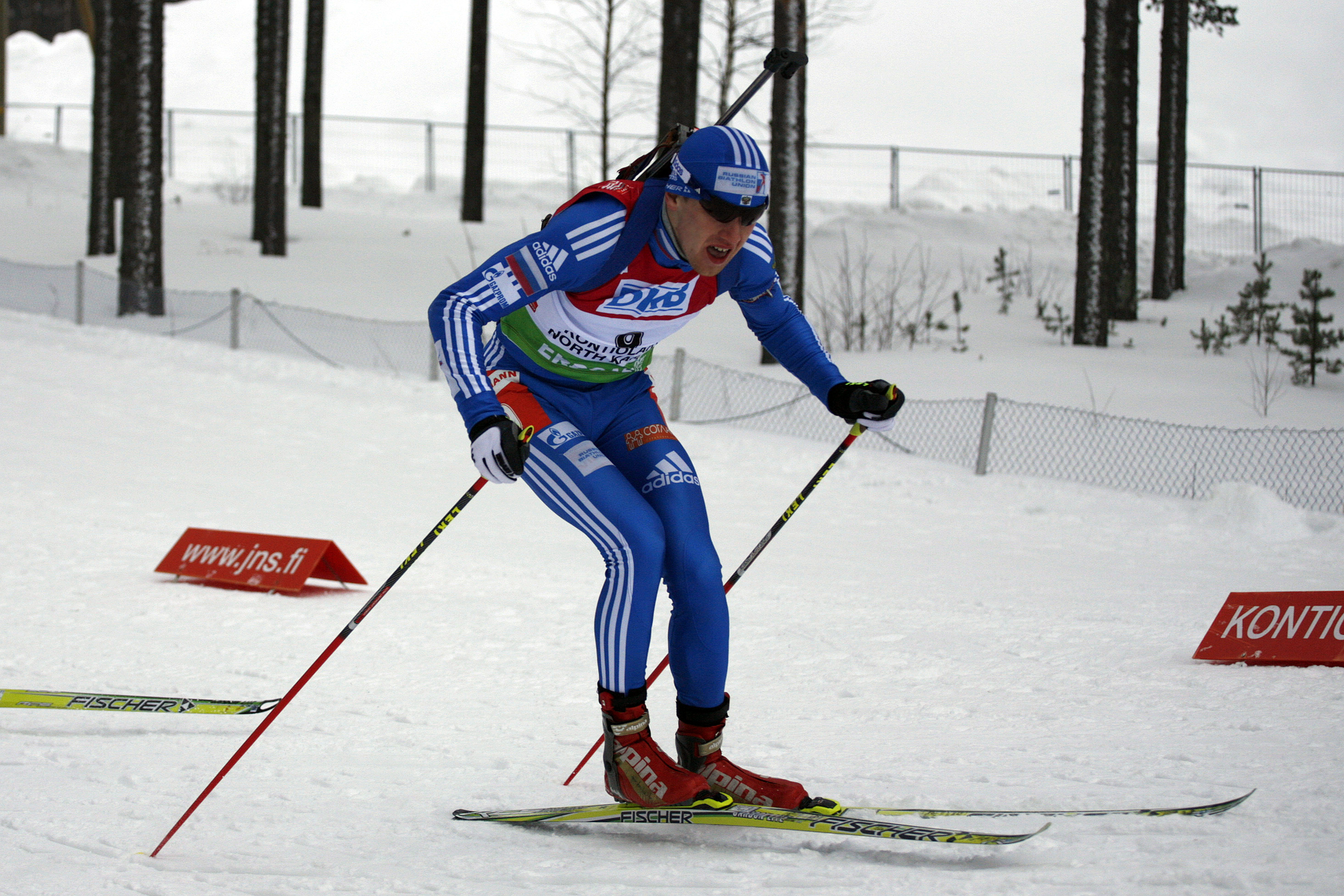
Wolkow beim Weltcuprennen 2010 in Kontiolahti

In der Vorbereitung zur Saison 2009/10 rückte Wolkow in den russischen A-Kader auf, der zur Vorbereitung auf die Olympischen Winterspiele 2010 nur acht Biathleten umfasste. Auch beim ersten Biathlon-Weltcup der Saison in Östersund gehörte er zum Aufgebot und debütierte im Sprintrennen, das er als 74. beendete. Danach trat Wolkow zunächst nur im IBU-Cup an und zeigte dort schwankende Leistungen. In Obertilliach erreichte er noch 2009 als Fünftplatzierter einer Verfolgung ein erstes einstelliges Resultat. 2010 konnte er in Nové Město na Moravě mit einem Einzel sein erstes IBU-Cup-Rennen gewinnen. Beim ersten Weltcup nach den Olympischen Winterspielen 2010 belegte Alexei Wolkow im Sprint in Kontiolahti den 9. Platz und feierte neben seiner ersten Top-10-Platzierung auch den Gewinn der ersten Weltcup-Punkte seiner Karriere. Dieses Ergebnis verbesserte er bei dem darauffolgenden Wettkämpfen am Holmenkollen in Oslo, als er im Sprint den 4. Platz und im Verfolger den 7. Platz erreichte.
Die Saison 2010/11 begann für Wolkow mit einem 24. Platz im Einzel von Östersund, dem er einen 31. Platz im Sprint und einen 23. Platz im Verfolger folgen ließ. Nach einem 18. Platz in Pokljuka, der sein bestes Weltcup-Ergebnis der Saison bleiben sollte, startete er zunächst wieder im IBU-Cup, wo er im Einzel von Nove Mesto den 2. Platz erreichte. Bei den Biathlon-Europameisterschaften 2011 in Ridnaun gewann er im Sprint die Silbermedaille und holte im darauffolgenden Verfolger Gold. Beim Saisonfinale in Oslo beendete er den Sprint auf dem 37. Platz und den Verfolger auf Platz 21.
In die Saison 2011/12 startete Wolkow mit einem 11. Platz im Einzel in Östersund. Nachdem er im Sprint an gleicher Stelle nur 93. wurde, startete er am Wochenende darauf in Ridnaun beim IBU-Cup, wo er den 2. Platz im Einzel und den 8. Platz im Sprint erreichte. Danach startete er wieder im Weltcup, wo er in Hochfilzen mit einem 8. und einem 10. Platz erstmals seit März 2010 wieder die Top 10 erreichte. Aufgrund dieser Platzierungen wurde er für die Mixed-Staffel nominiert, die er gemeinsam mit Olga Wiluchina, Olga Saizewa und Anton Schipulin gewann. Beim darauffolgenden Weltcup in Oberhof erreichte er als Schlussläufer der Herrenstaffel den 2. Rang. Bei den Biathlon-Europameisterschaften 2012 gewann er in Sprint und Verfolger die Goldmedaille und außerdem Bronze mit der russischen Herrenstaffel. Wolkow nahm 2012 auch erstmals an Biathlon-Weltmeisterschaften teil, wo er in Ruhpolding den 21. Platz im Einzel erreichte, wonach er die Saison beendete.
Wolkow nahm an den Sommerbiathlon-Weltmeisterschaften 2012 in Ufa teil, wo er in Mixed-Staffel und Verfolgung die Goldmedaille und im Sprint die Silbermedaille gewann.
Zum Start der Saison 2012/13 gewann Wolkow das Auftaktrennen mit Russlands Mixed-Staffel. Ein weiterer Staffelsieg gelang ihm mit der Herrenstaffel in Oberhof. Bei den Biathlon-Weltmeisterschaften 2013 in Nove Mesto trat er erneut nur im Einzel an und erreichte den 15. Platz. Bei den Europameisterschaften, die in dieser Saison in Bansko stattfanden, blieb er erstmals ohne Medaille. Im Weltcup erreichte er 2013/13 viermal die Top 10. Sein bestes Ergebnis war ein 5. Platz im Verfolger von Oslo.
Die olympische Saison 2013/14 war die beste Saison von Alexei Wolkow. Seinen ersten Top-10-Platz der Saison erreichte er mit Platz 7 im Sprint von Oberhof. Zwei Tage darauf gelang ihm an gleicher Stelle mit dem 2. Platz im Massenstart seine erste Podiumsplatzierung im Weltcup. Diese Leistung wiederholte er nur 6 Tage später im Einzel von Ruhpolding, das er ebenfalls als Zweiter beendete. Wolkow nahm an den Olympischen Winterspielen 2014 teil und wurde im Einzel erstmals eingesetzt, das er mit 4 Schießfehlern auf dem 63. Platz beendete. In der Staffel wurde er als Startläufer gemeinsam mit Jewgeni Ustjugow, Dmitri Malyschko und Anton Schipulin Olympiasieger. Der Sieg wurde der Mannschaft später aufgrund eines Dopingvergehens Ustjugows aberkannt. Die Weltcup-Saison beendete er auf Platz 21 der Gesamtwertung und Platz 3 im Einzel-Weltcup.
In der Saison 2014/15 konnte Wolkow an diese Erfolge nicht anknüpfen. Erstmals im Weltcup startete er in dieser Saison in Oberhof, wo er den Sprint an 40. Stelle beendete. Bei den Biathlon-Europameisterschaften in Otepää trat er in Einzel und Staffel an und gewann in beiden Wettbewerben die Goldmedaille. In Nove Mesto gewann er gemeinsam mit Jana Romanowa die erstmals ausgetragene Single-Mixed-Staffel. Bei den Biathlon-Weltmeisterschaften 2015 in Kontiolahti erreichte er den 9. Platz im Einzel, der auch sein bestes Weltcup-Ergebnis und einziger Top-10-Platz der Saison bleiben sollte. Mit der russischen Staffel erreichte er den 4. Platz. Wolkow beendete die Saison auf Platz 58 im Weltcup.

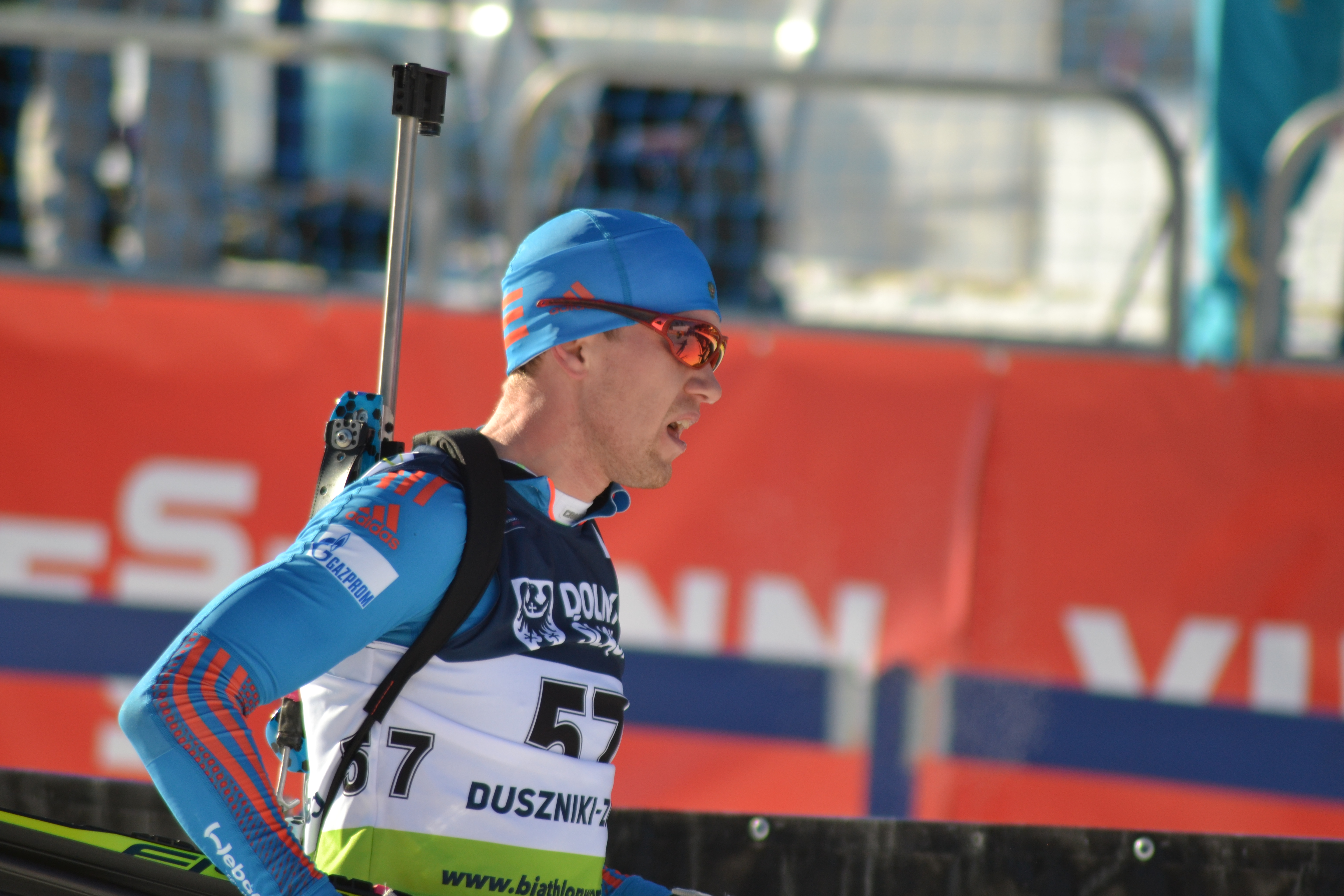
Wolkow bei den Europameisterschaften 2017

Die Saison 2015/16 begann erfolgreich für Wolkow, als er zum Saisonauftakt in Östersund den 3. Platz im Einzel erreichte. Dennoch wurde er in Sprint und Verfolger nicht eingesetzt. Am Wochenende darauf siegte er als Startläufer mit der russischen Staffel beim Weltcup in Hochfilzen und als Schlussläufer bei der Mixed-Staffel im IBU-Cup in Ridnaun. In Pokljuka erreichte er als 10. des Sprints zum zweiten und letzten Mal in dieser Saison einen Top-10-Platz im Weltcup. Bei den Biathlon-Weltmeisterschaften in Oslo nahm er nur am Einzel teil, das er auf dem 39. Platz beendete. Im Gesamtweltcup beendete er die Saison auf Platz 43.
In der Saison 2016/17 kam Wolkow fast ausschließlich im zweitklassigen IBU-Cup zum Einsatz, dessen Gesamtwertung er dadurch für sich entscheiden konnte. Zudem holte er bei den Europameisterschaften in Duszniki-Zdrój die Goldmedaille in der Mixed-Staffel, wodurch er zum alleinigen Rekordeuropameister wurde. Bei den Biathlon-Weltmeisterschaften 2017 erreichte Wolkow den 11. Platz im Einzel und gewann mit der Staffel seine zweite Goldmedaille nach den Winterspielen 2014.
Im August 2017 startete Wolkow bei den Sommerbiathlon-Weltmeisterschaften in Tschaikowski. Dort wurde er wie 2012 Weltmeister in der Verfolgung und der Mixed-Staffel und erreichte Silber im Sprint.
In der Saison 2017/18 bestritt Wolkow im Dezember Rennen im IBU-Cup und erreichte einen Sieg in der Single-Mixed-Staffel. Im Januar durfte er wieder im Weltcup starten und erreichte in Ruhpolding einen Podestplatz mit der Staffel. Dieses Rennen war zudem sein letztes Weltcup-Rennen. Bei den Olympischen Winterspielen 2018 erhielt Wolkow vom IOC im Zusammenhang mit dem McLaren-Report keine Startberechtigung. Gegen diese Entscheidung legte er Berufung beim CAS ein, welche allerdings abgelehnt wurde. Seine letzten internationalen Rennen bestritt Wolkow im März 2018 wiederum im IBU-Cup.
Im Dezember 2018 bestritt Wolkow letztmals Rennen auf nationaler Ebene in Russland. Im April 2020 beendete er schließlich offiziell seine Karriere und wurde zum Trainer der russischen Reservemannschaft ernannt.

## Privates
Am 3. April 2014 heiratete er die Biathletin Jewgenija Seledzowa.

## Biathlon-Weltcup-Platzierungen
Die Tabelle zeigt alle Platzierungen (je nach Austragungsjahr einschließlich Olympische Spiele und Weltmeisterschaften).
- 1.–3. Platz: Anzahl der Podiumsplatzierungen
- Top 10: Anzahl der Platzierungen unter den ersten zehn (einschließlich Podium)
- Punkteränge: Anzahl der Platzierungen innerhalb der Punkteränge (einschließlich Podium und Top 10)
- Starts: Anzahl gelaufener Rennen in der jeweiligen Disziplin
- Staffel: inklusive Mixed- und Single-Mixed-Staffeln

| Platzierung | Einzel | Sprint | Verfolgung | Massenstart | Staffel | Gesamt |
| ----------- | ------ | ------ | ---------- | ----------- | ------- | ------ |
| 1. Platz    |        |        |            |             | 6       | 6      |
| 2. Platz    | 1      |        |            | 1           | 3       | 5      |
| 3. Platz    | 1      |        |            |             | 4       | 5      |
| Top 10      | 3      | 6      | 6          | 1           | 21      | 37     |
| Punkteränge | 17     | 23     | 22         | 6           | 22      | 90     |
| Starts      | 18     | 34     | 23         | 6           | 22      | 103    |